# ラファイエット・ストリート
ラファイエット・ストリート (Lafayette Street) はニューヨーク市ロウアー・マンハッタンを南北に走る通りである。この通りは一方通行で、南はチェンバーズ・ストリート (マンハッタン)の一ブロック北、リード・ストリート (Reade Street) とセンター・ストリート の交差点から、北は東9丁目および東10丁目の間までを走り4番街と合流する。途中、チャイナタウン、リトル・イタリー、ノリータ、そしてノーホー地区を通過する。この通りの左側には、緩衝帯で隔てられた自転車専用車線がある。スプリング・ストリートより北では北行き（アップタウン方面）、スプリング・ストリートより南では南行き（ダウンタウン方面）の一方通行である。 
この通りの名前は、アメリカ独立戦争におけるフランス人の英雄ラファイエットから来ている。

## 歴史

### 初期（1804-1887年）
この通りはジョン・ジェイコブ・アスターの不動産事業によって開発された。彼は1804年に広大なマーケット・ガーデンを$45,000で購入した。この土地の一部はフランス人Joseph Delacroixにリースされた。Joseph はその土地に"Vauxhall Gardens"と呼ばれるリゾートを建設した。これは当時ロンドン郊外にあった同名の人気リゾート地を意識していた。1825年にリース契約が終了した時、アスターはこの土地に幅100フィートの新しい通りを建設した。アスター・プレイスからグレート・ジョーンズ・ストリートまで三ブロックを走るこの大通りは、どの通りとも交差していなかった。彼はこの通りを、独立戦争の英雄の名前からラファイエット・プレイスと名付けた。これはその前年にラファイエットが英雄としてアメリカに帰還しニューヨークでパレードを行ったことに由来している。この新しい通りの両側の区画は分譲販売され、アスターが20年前に買い取った価格の何倍もの値段で売れた。その中でも最も大きい区画は、通りの西側に建つ大理石の正面玄関を備えたグリーク・リヴァイヴァル建築のテラスであった。これは1833年に建てられた当時はLa Grange Terraceと呼ばれていたが、ニューヨーカーたちには"コロネード・ロウ" として知られていた。二階建てに相当するコリント式の列柱がその正面に並んでいる。9つの住居はそれぞれ最高$30,000で売れた。そのうち4つが、この通りがファッショナブルな住宅エリアとして初めて開業した当時から現存している。この通りは1900年代初頭に市によって南へ拡張され、現在のラファイエット・ストリートという名前となった。当時、そのルートは旧エルム・ストリート (Elm Street) 、マリオン・ストリート (Marion Street) そしてラファイエット・プレイスの地点からカーブしており、マンハッタン・ミュニシパル・ビルディングの地点でセンター・ストリートと接続していた。

### 近年（1888-現在）
ラファイエット・ストリートの歴史における転換点は1888年のシャーマーホーン・ビルディングの建設であったと言うことができる。元々はシャーマーホーマンションと呼ばれる、William Colford Schermerhornがルイ15世のヴェルサイユ宮殿の内装を模して装飾を施した建物であった。これは、1854年に600人のニューヨーカーが参加するフランスがテーマのコスチューム舞踏会を催すためであったと言われている。この舞踏会ではジャーマン・コティヨンという舞踏がニューヨークにもたらされた。時代の移り変わりの象徴として、1860年にW.C. Schermerhornsはより北の49 西23丁目へと引っ越したため、この大邸宅を取り壊しシャーマーホーン・ビルディングが建てられることとなった。やがてコロネード・ロウの半分のテラスは解体され、ワナメイカーズ・デパートの倉庫が建てられた。ワナメイカーズは、9丁目および10丁目の間とブロードウェイとラファイエット・ストリートの間の全ブロックを占めるATスチュワートの宮殿のような衣料品店舗を買い取り、その南隣の8丁目と9丁目の間に巨大な別館を建て、空中の渡り廊下で二つの建物をつないだ。本館は1956年に火災で焼失したが、別館は現存している。

## ランドマーク
ラファイエット・ストリート沿いのランドマーク：
- ニューヨーク・マーカンタイル・ライブラリ（英語版）ビルディング – en:George E. Harneyにより1891年築。アスター・プレイスの地点、かつてのアスター・オペラ・ハウス（英語版）の跡地。現在はコンドミニアム。
- アラモ像（英語版） – アスター・プレイスの地点。黒い立方体の彫刻。
- アスター・ライブラリ（英語版） – 1854年築。ジョン・ジェイコブ・アスターにより設立。現在はザ・パブリック・シアター（英語版）の拠点。
- コロネード・ロウ（英語版） – 1833年築。グリーク・リヴァイバル様式の9つのテラスハウスのうち4つが現存。そのうち一つはアスター・プレイス・シアター（英語版）が入っている。
- シャーマーホーン・ビルディング（英語版） – 1888年にシャーマーホーンによって、かつての自身の大邸宅シャーマーホーン・マンションが取り壊され、商業用として新しく建てられた。ヘンリー・ジェーンウェイ・ハーデンバーグ（英語版）設計。
- 339 ラファイエット・ストリート（英語版） – "ピース・ペンタゴン" (Peace Pentagon) の相性で知られる。これは戦争抵抗者同盟（英語版）などの平和機関がこのビルに置かれていたためである。
- パック・ビルディング（英語版） – ハウストン・ストリートの地点。
- New York City Rescue Mission - White Streetの地点
- ニューヨーク市消防局31分署（英語版）ビル – 87 Lafayette、White Streetの地点。1895年築。ナポレオン・ルブラン（英語版）設計。現在はダウンタウン・コミュニティ・テレビジョン・センター(DCTV)（英語版）
- Ahrens Building – ジョージ・ヘンリー・グリーベル（英語版）設計。White Streetの南東。
- City Municipal Court Building – White Streetの南西。
- 家庭裁判所（英語版） – Franklin Streetの地点。
- Department of Health, Hospitals and Sanitation - Leonard Streetの地点
- Federal Plaza（ジェイコブ・ジャビッツ連邦ビル（英語版）） – ワース・ストリート（英語版）の地点。
- フォーリー・スクエア -  パール・ストリート
- ソーホー・キャストアイアン歴史築[12]

## サマー・ストリート
2008年8月の土曜日（3回）、ニューヨーク市交通局はラファイエット・ストリート、パーク・アベニュー、そして東72丁目の一部で車を通行止めにし、歩行者に開放する"Summer Streets"が催された。これは、歩行を促進するためのキャンペーンであった。このプログラムは2009年の8月8日、15日、および22日の7:00 AMから1:00 PM、2010年8月7日、14日、および21日にも開催された。2013年現在、このイベントは8月の第一、第二、第三土曜日に毎年行われている。

## 交通
ニューヨーク市地下鉄の4 6 <6> B D F M 系統の列車 のブロードウェイ-ラファイエット・ストリート/ブリーカー・ストリート駅はこの通りの地下を横切っている。IRTレキシントン・アベニュー線 (4 5 6 <6> 系統の列車) はこの通りの地下を走っており、キャナル・ストリート駅、スプリング・ストリート駅、ブリーカー・ストリート駅、アスター・プレイス駅、そしてすでに閉鎖されているワース・ストリート駅がこの通り沿いにある。

## ギャラリー

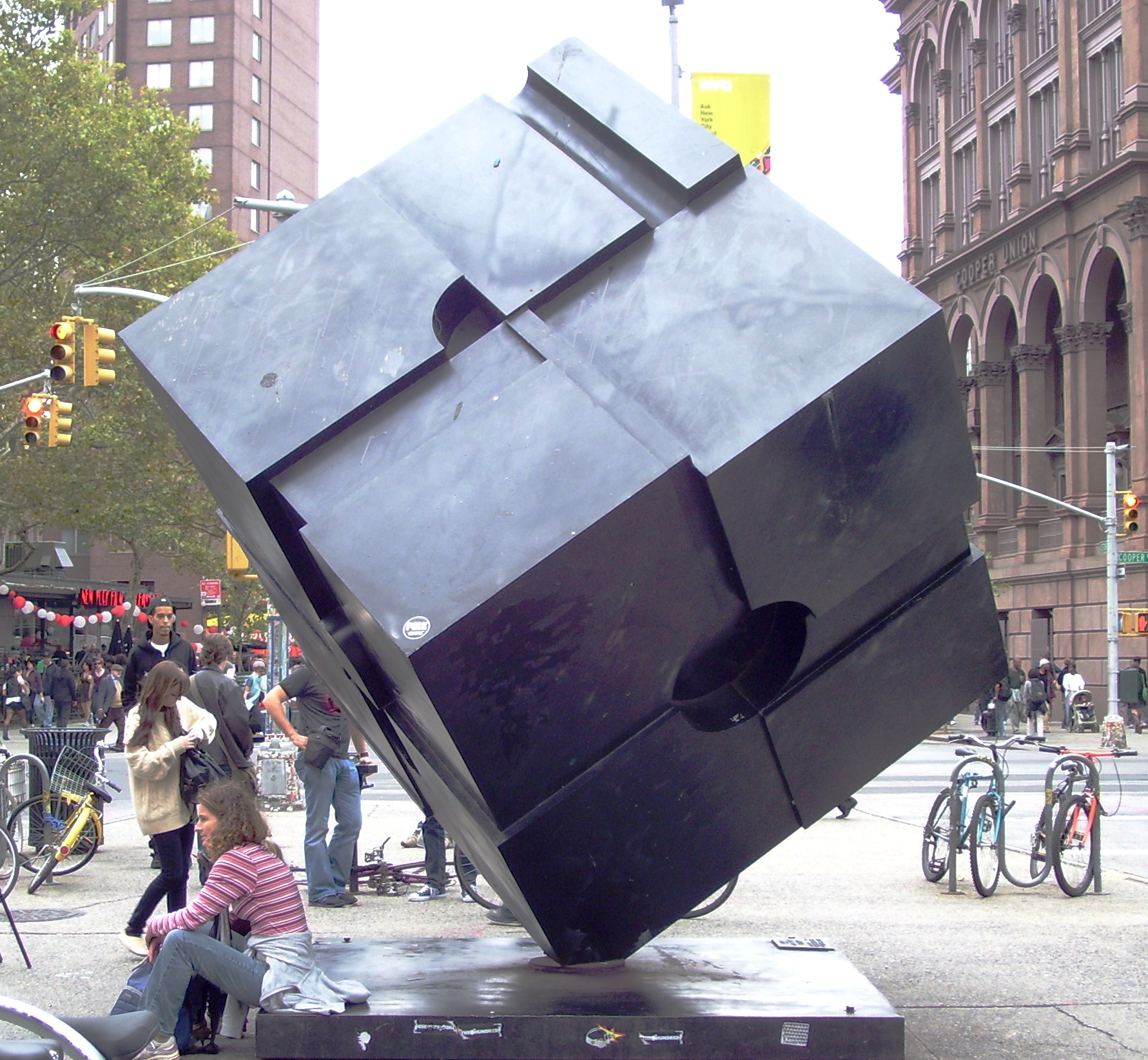
ザ・キューブ（アラモ像） トニー・ローゼンタール（英語版）作。アスター・プレイスの地点。
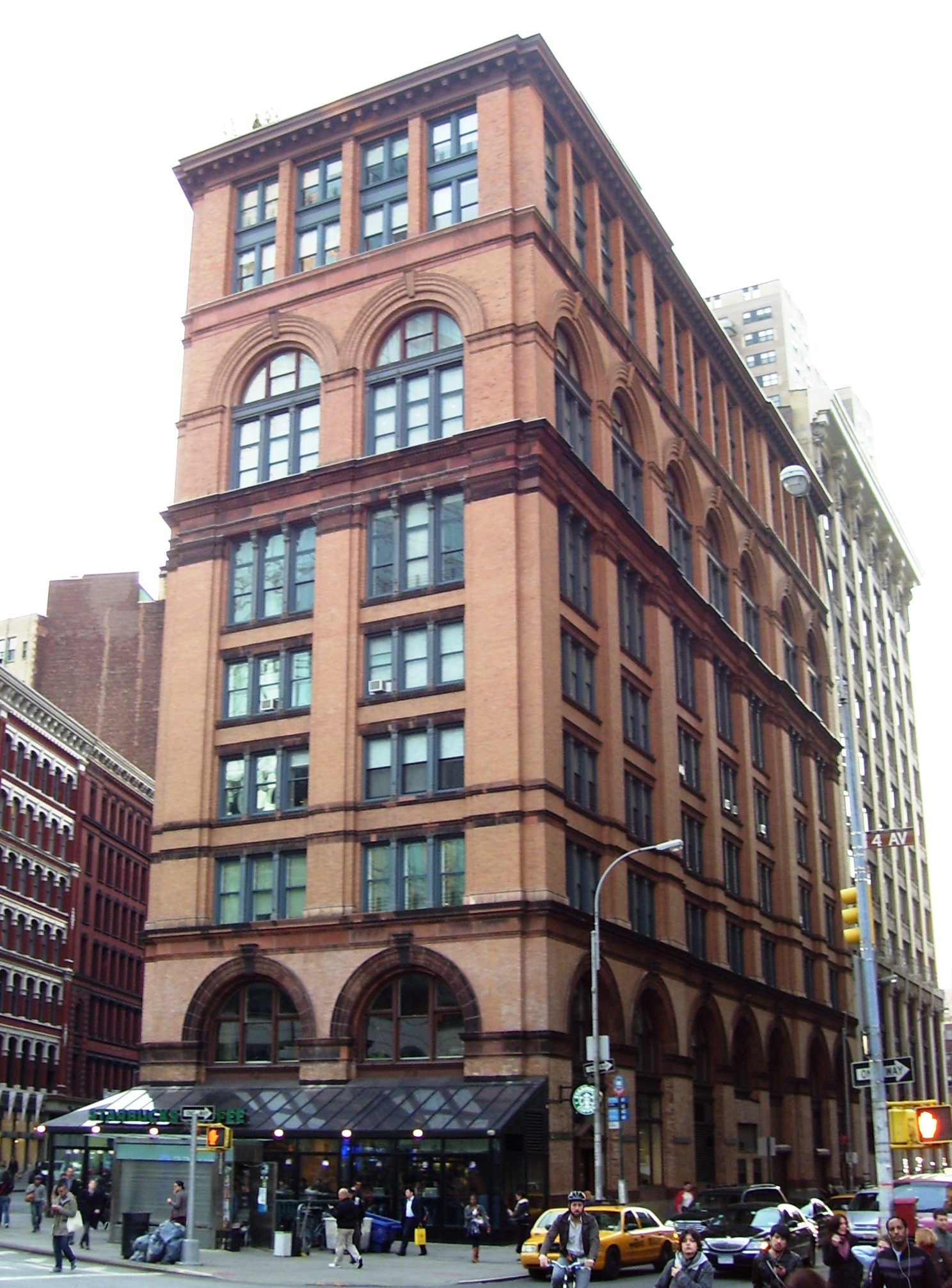
"クリントン・ホール" (Clinton Hall) アスタープレイスの地点。かつてはニューヨーク・マーカンタイル・ライブラリ（英語版）およびアスター・オペラ・ハウス（英語版）であった。1849年にはアスター・プレイス暴動（英語版）がここで発生した。
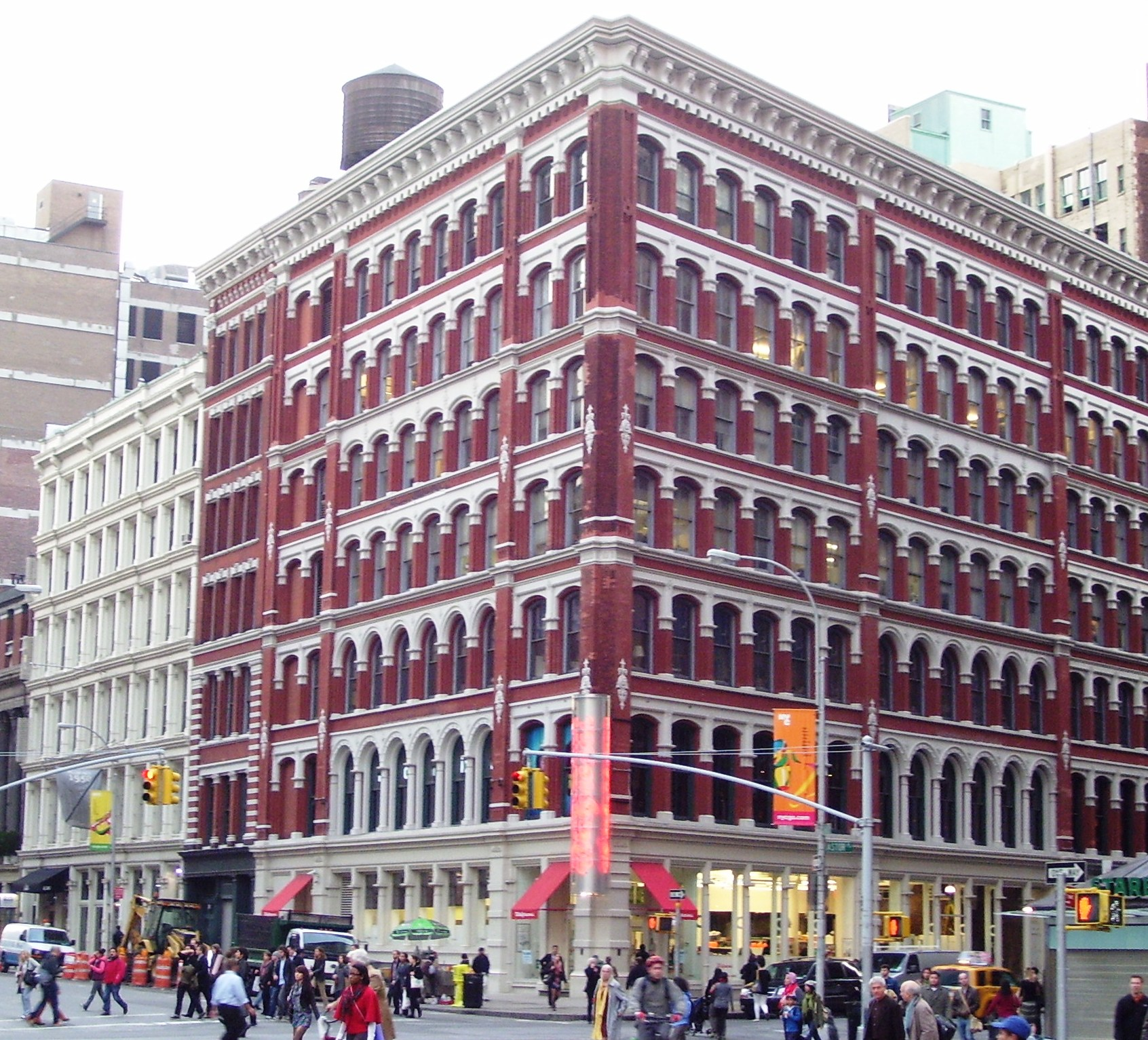
アスター・プレイス・ビルディング（444 ラファイエット・ストリート）
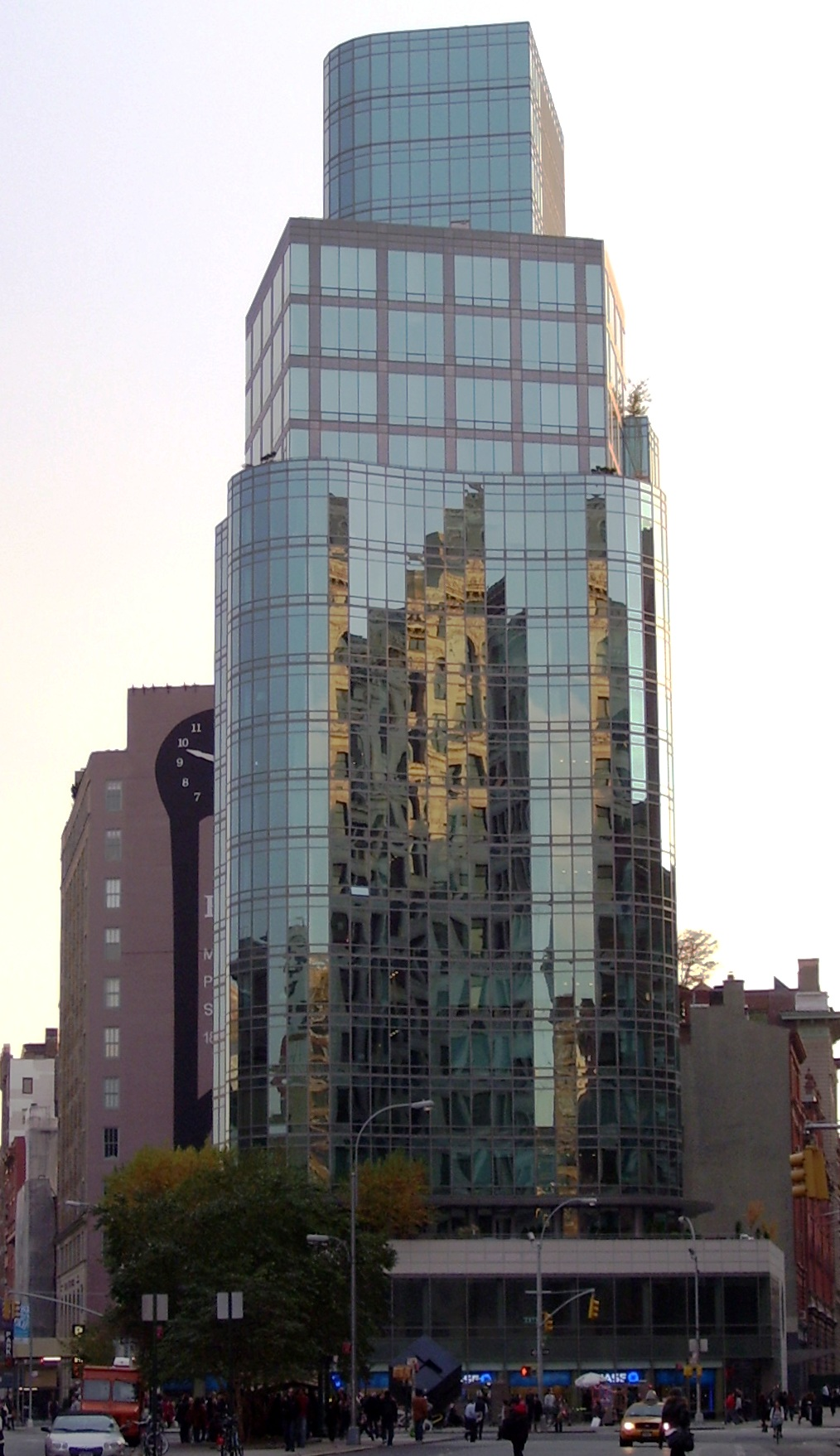
445 ラファイエット・ストリートのコンドミニアム
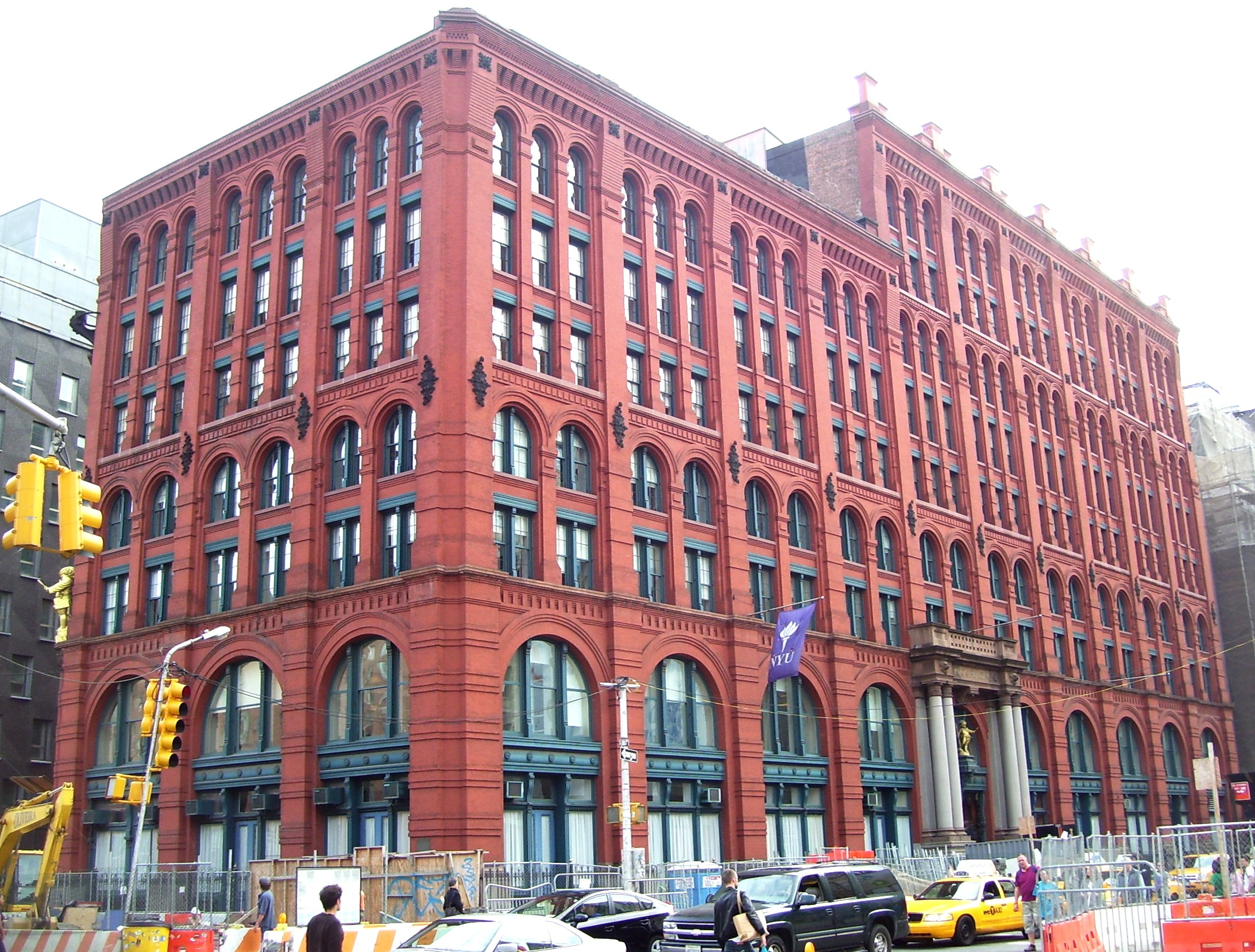
パック・ビルディング（英語版） かつてはPuck magazineの印刷工場だった。Albert Wagner設計。

## 関連項目

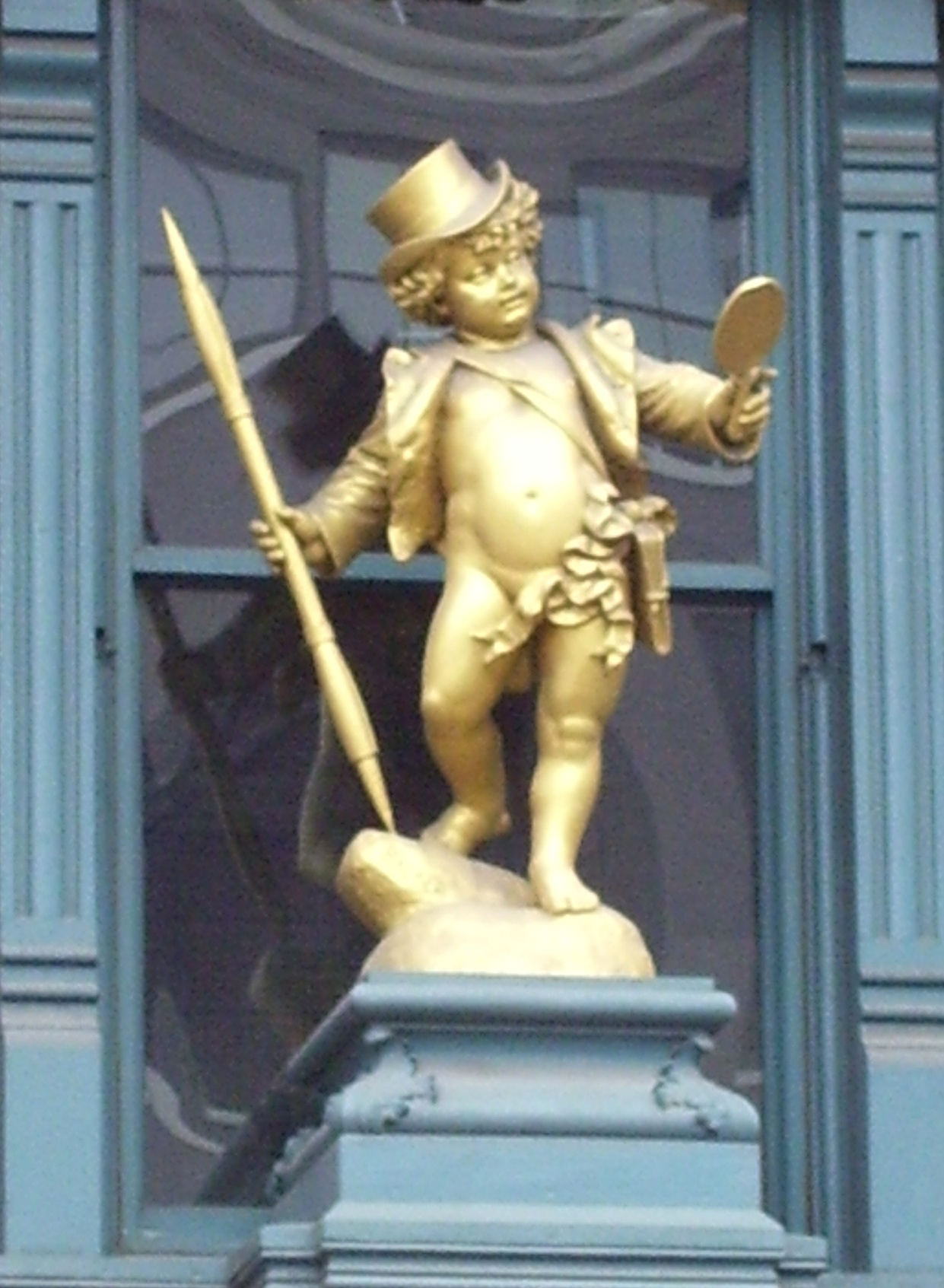
パック・ビルディング正面に飾れている金箔のパック像